# Habsburg–Lotaringiai Ernő főherceg
Habsburg–Lotaringiai Ernő (németül: Ernst Karl Felix Maria Rainer Gottfried Cypriak), (Milánó, 1824. augusztus 8. – Arco, Dél-Tirol, 1899. április 4.), a Habsburg–Lotaringiai-házból származó osztrák főherceg, altábornagy.

## Élete

### Származása
Ernő főherceg Milánóban, a Lombard–Velencei Királyság fővárosában született, 1824-ben. Édesapja Habsburg–Lotaringiai-ház főágából származó Rainer József osztrák főherceg (1783–1853) volt, a Lombard–Velencei Királyság alkirálya, I. Ferenc osztrák császár öccse, Lipót toszkánai nagyhercegnek, a későbbi II. Lipót német-római császárnak, magyar és cseh királynak (1747-1792) és a Bourbon-házból való Mária Ludovika spanyol infánsnőnek (1745–1792) fia.
Édesanyja Savoyai Mária Erzsébet Franciska carignanói hercegnő (Maria Elisabetta Francesca di Savoia-Carignano, 1800–1856) volt, Károly Albert király húga, Károly Emánuel Ferdinánd carignanói herceg (1770–1800) és Mária Krisztina szász–kurlandi hercegnő (1779–1851) leánya. Nyolc testvér közül Ernő főherceg született negyedikként, fiúk közül másodikként:
- Mária Karolina Auguszta főhercegnő (1821–1844), nem ment férjhez, fiatalon meghalt.
- Mária Adelheid Franciska főhercegnő (1822–1855), Maria Adelaida néven szárd–piemonti királyné, II. Viktor Emánuel szárd–piemonti király felesége.
- Lipót (Leopoldo) Lajos Maria Ferenc főherceg (1823–1898) altábornagy, altengernagy, nem nősült meg.
- Ernő (Ernesto) Károly Félix főherceg (1824–1899) altábornagy.
- Zsigmond (Sigismondo) Lipót Rainer főherceg (1826–1891) altábornagy, nem nősült meg.
- Rainer (Ranieri) Ferdinánd Mária főherceg (1827–1913) altábornagy, a Birodalmi Tanács (Reichsrat) elnöke, aki Mária Karolina Lujza Krisztina főhercegnőt (1825–1915) vette feleségül.
- Henrik (Enrico) Antal Mária főherceg (1828–1891), aki a polgári származású Leopoldine Hofmannt, a későbbi Waideck bárónőt vette feleségül (morganatikus házasságban).
- Miksa (Massimiliano) Károly Mária főherceg (1830–1839), gyermekként meghalt.

1845-ben V. Ferdinánd király a 48. (nagykanizsai) gyalogezred tulajdonosává nevezte ki. Katonai kiképzését Itáliában nyerte el Radetzky tábornagy mellett. 1847-ben vezérőrnaggyá nevezték ki, és dandárparancsnoki kinevezést kapott. A forradalom éveit is Itáliában töltötte. 1849-ben a Toszkánát megszállva tartó Garibaldi ellen ért el hadi sikereket. A Tassano hegy mellett 1849. július 31-én Garibaldit és harcosait sarokba szorította, és így azok kénytelenek voltak a közeli San Marino területére menekülni. Garibaldi augusztus 1-jén éjjel neje és néhány híve társaságában tovább menekült Ravenna vidékére, magukra hagyott katonái (kb. 1800 fő) pedig másnap megadta magát Ernő főhercegnek. E haditettéért a főherceget altábornaggyá léptették elő, és megkapta a Lipót-rend nagykeresztjét a hadi ékítménnyel. 1850-ben hadosztály-parancsnoki beosztást kapott, és a veronai VI. hadtest egyik hadosztályát vezényelte.

### Titkos házassága
1858. április 26-án, Laibachban titokban feleségül vette a régi Zala vármegyei nemesi származású besenyői és velikei Skublics családból származó Skublics Laurát (1826. július 8.- Bécs, 1865. október 18.), velikei és besenyői Skublics Alajosnak (1791-1835), Zala vármegye főjegyzőjének és köbölkuti Ivánkovich Franciskának (1791-1835) leányát. A házasságot a Laibachban állomásozó tábori lelkész szentesítette. Laura eredetileg az Alojzia Rozália Franciska név alatt született, de élete során nem az alatt a név alatt vált ismertté. Laura első házasságát korábban Csendhelyi Ignác (1817.–†Zalaegerszeg, 1854. március 22.) ügyvéd úrral kötötte, de a házasság rosszul sikerült, és feltehetően rövid életű volt, mert hamarosan elváltak egyházi engedéllyel. Csendhelyi Ignác 1852-ben újra nősült, Horváth Elek földbirtokos leánytestvérét. és Skublics Laura már 1850-es évek második felében Ernő főherceggel élt együtt Bécsben. Első férje halála után 4 évvel, Skublics Laura, férjhez ment Ernő főherceghez.
Azért, hogy rangon aluli házasságát titokban tartsa, és az uralkodó család ellenszenvét valamelyest csökkentse, a főherceg a házasságkötés reggelén menyasszonyát örökbe fogadtatta Karl von Wallburg báróval, egy porosz katonatiszttel. Laura már báró Wallburg kisasszonyként állhatott az oltár elé.
1857-ben, amikor az uralkodópár, I. Ferenc József és Erzsébet királyné először látogattak közösen Magyarországra, Ernő főherceg és Scitovszky János esztergomi érsek együtt üdvözölték őket.
Ernő főherceget 1859-ben a budapesti XI. hadtest parancsnokává nevezték ki. Később a II. lovashadtest parancsnoka lett, szintén a fővárosban. A budapesti kinevezés a bécsi udvartól való száműzetést jelentette. Ernő főherceg nagy adósságokat halmozott fel, de fivérei, ahol tudták, igyekeztek eltussolni ügyeit.
Laura és Ernő házasságából 4 gyermek született, akik polgári névként a Wallburgot használták:
- báró Wallburg Laura Ernesztina (Pest, Lipótváros, 1859. január 18. –? 1900. után)[6]
- báró Wallburg Ernő Henrik Károly (Pest, Lipótváros, 1859. december 12. – 1920. február 16.), főhadnagy, a New York kávéház főpincére.[7] Felesége, Mária Julianna Schaden (*Rosenthal, 1863. június 4.–Budapest, 1948. szeptember 7.)
- báró Wallburg Henrik (Bécs, 1861. június 27. – Krems, 1888. február 2.)
- báró Wallburg Klotild Erzsébet Matild (Pest, Lipótváros, 1863. augusztus 12. – Trieszt, 1953. július 1.)[8] 1. férje: Sedul Pegger (*Laàs, 1843. szeptember 1.–Gnes, 1891. január 5.); 2. férje: Eugen Szimic Edler von Majdangrad (*Brescia, 1846. augusztus 24.–†?)

Az összes gyermek keresztapaságát a főherceg öccse, Henrik vállalta. A család Alsó-Ausztriában, a főherceg schönkircheni kastélyában élt, gyermekeiket is itt nevelték az asszony 1865-ben bekövetkezett haláláig. Ekkor az összes gyermeket gondnokság alá helyezték, de az udvar valamennyiük számára rendszeres apanázst folyósított. Klotild például 36 esztendőn át évi 3 600 korona járadékot élvezett.
Később Ernő főherceget a X., majd a III. hadtest parancsnokává nevezték ki. A III. hadtest parancsnokaként részt vett az 1866-os porosz–osztrák háborúban, így a königgrätzi ütközetben is. Ezután 1866. szeptember 3-án Grazba helyezték át, az itteni hadtest parancsnokává, valamint Stájerország, Karintia, Krajna, Tirol, Isztria, Görz, Vorarlberg és az Osztrák Tengermellék vezénylő tábornokává nevezték ki. 1867. január 16-án lovassági tábornokká léptették elő. 1868. március 20-án kilépett a tényleges katonai szolgálatból.
Élete vége felé sokat betegeskedett. 1899-ben Arcóban gyógyíttatta magát, de betegségén már nem tudtak segíteni, 1899-ben itt érte a halál. A Habsburg-család hagyományos temetkezőhelyén, a bácsi kapucinusok templomának kriptájában nyugszik.

## Gyermekeinek későbbi sorsa
Legidősebb fia, Ernő 1899-ben kérvényt intézett Ferenc Józsefhez. Próbálkozása sikerrel járt, az udvar havi 600 korona kegydíjat helyezett kilátásba számára, ha Bécs közelébe költözik. Ernő meg is tette ezt, de 1900 végén Budapestre költözött. Mivel így elveszítette juttatásait, munkavállalásra kényszerült. Elszegődött pincérnek a New York kávéházba (1902–1903). Később „Ein Justizmord” címmel írta meg élete történetét, ebből remélvén saját eltartását és – testvéreivel együtt –  Habsburg származásának az udvar általi elismertetését is, sikertelenül. A főpincérkedés után 1913-ban ügynökként dolgozott. Végül 1920 februárjában hunyt el TBC-ben.
Ernő először 1890. május 15-én Grazban polgári esküvőn feleségül vette Maria Juliana Schadent (Rosenthal, 1863. június 4. – Budapest, 1948. szeptember 7.). Egyházi esküvőjüket 1899. május 9-én tartották Bécsben. Házasságukból hat gyermek született:
- Heinrich Ernst Rainer (1891–?)
- Chlodwig (1893 – Budapest, 1916[9]), építész, felesége: Schier Mária
- Ernestine Maria Paulina Hedwig Anna (1895–?)
- Maria Auguste (Bécs, 1896 – Budapest, 1975)
- Ernst Walter (1899–?)
- Egon (1900–?), Budapesten nősült, felesége: Lang Erzsébet

Az ifjabbik fiú, Henrik 1888-ban öngyilkosságot követett el.
Legfiatalabb húguk, Klotild először Sedul Pegger felesége lett 1888. augusztus 18-án (Absa). Másodszor Eugen Szimic Edler von Majdangardhoz ment feleségül Bécsben, 1898. május 11-én. Első férjétől 3 gyermeke született (Walfried, Edith, Lydia). A gyermekek családnevét 1909-ben császári utasításra Skublicsra változtatták, anyai nagyanyjuk leánykori családneve után.